# Stomatoporidae
Stomatoporidae zijn een familie van mosdiertjes (Bryozoa) uit de orde van de Cyclostomatida.

## Geslachten
- Jullienipora Reverter-Gil & Fernandez-Pulpeiro, 2005
- Metastomatopora Moyano, 1991
- Peristomatopora Moyano, 1991
- Stomatopora Bronn, 1825
- Stomatoporina Balavoine, 1958
- Tetrastomatopora Moyano, 1991

Niet geaccepteerd geslacht:
- Alecto Lamouroux, 1821 → Stomatopora Bronn, 1825